# Amphilepis pycnostoma
Amphilepis pycnostoma is een slangster uit de familie Amphilepididae.
De wetenschappelijke naam van de soort werd in 1911 gepubliceerd door Hubert Lyman Clark.